# Davy Zylberfajn
Davy Zylberfajn, né en 1972 à Paris, est un réalisateur français.
Tour à tour assistant réalisateur, chef-monteur et opérateur de prise de vues, il signe son premier long-métrage documentaire Vivre à Tazmamart, en 2005.

## Biographie
Après une formation dans la haute couture, il entre à l’âge de 17 ans chez Lanvin, puis décide de poursuivre des études supérieures d’Arts plastiques et de philosophie.
En 1995, il fonde avec Richard Manuel la Société de production Mano El Prod, et produit son premier court-métrage Soir - Couleur d’absence. Parallèlement, il devient assistant d’Arnaud des Pallières (Drancy Avenir), puis d’Alain Cavalier (Georges de Latour), Jean-Louis Comolli (Jeux de rôle à Carpentras), Yves de Peretti (Les Héritiers de Champollion). On le retrouve aussi au générique de plusieurs films : Pas d'histoires de Philippe Lioret, Pola X de Leos Carax, Baldipata et radio trottoir de Claude d'Anna.
À partir de 1999, il se tourne vers le montage de courts métrages, de documentaires et de magazines pour la télévision.
En 2005, il signe son premier long-métrage documentaire Vivre à Tazmamart. Sélectionné dans de nombreux festivals, le film reçoit plusieurs prix.
Il s’est formé au métier d’opérateur de prise de vues (Gobelins, l'École de l'Image).

## Filmographie
- 1995 : Soir - Couleur d’absence
- 1998 : L'Ange gardien
- 2005 : Vivre à Tazmamart

## Récompenses
- 1997 : Bourse pour l'écriture (court métrage), Association Beaumarchais, pour Vivre à Tazmamart.
- 2004 : Bourse Louis Lumière, Ministère des Affaires étrangères pour Vivre à Tazmamart.
- 2005 : Grand prix international du documentaire et du reportage méditerranéen, organisé par le CMCA, pour Vivre à Tazmamart.
- 2005 : Grand prix du jury au Festival International du Documentaire de Création de La Rochelle pour Vivre à Tazmamart.
- 2005 : Mention du jury au Festival International du Cinéma Méditerranéen de Montpellier pour Vivre à Tazmamart.
- 2007 : Bourse Louis Lumière, Ministère des Affaires étrangères pour Nos jours et nos nuits.
- 2007 : Grand prix du Festival international des films sur les Droits de la personne de Montréal pour Vivre à Tazmamart.